# لينا هورتيغ
لينا هورتيغ (مواليد 5 سبتمبر 1995) هي لاعبة كرة قدم سويدية تلعب في مركز المهاجم في نادي يوفنتوس لكرة.

## روابط خارجية
- لينا هورتيغ على موقع الاتحاد الدولي (مؤرشف)  (الإنجليزية)
- لينا هورتيغ على موقع الاتحاد الأوربي (الإنجليزية)
- لينا هورتيغ على موقع اتحاد السويد (السويدية)
- لينا هورتيغ على موقع قاعدة بيانات كرة القدم.إي يو (الإنجليزية)
- لينا هورتيغ على موقع Soccerway.com (الإنجليزية)
- لينا هورتيغ على موقع عالم كرة القدم.نت (الإنجليزية)
- لينا هورتيغ على موقع أوليمبيديا (الإنجليزية)
- لينا هورتيغ على موقع اللجنة الأولمبية السويدية (السويدية)